# Johann Martin Preisler
Johann Martin Preisler, född den 14 mars 1715 i Nürnberg, död den 17 november 1794 i Lyngby vid Köpenhamn, var en dansk kopparstickare, far till Joachim Daniel och Johann Georg Preisler.
Preisler studerade i Paris och kallades 1744 till Köpenhamn, där han blev professor vid konstakademin. Han utförde omkring 40 blad, av vilka flera är förträffliga för sin tid.